# La Llanada
La Llanada – miasto w Kolumbii, w departamencie Nariño.